# 贝纳尔·勒迈尔
贝纳尔·勒迈尔（法語：Bernard Lemaire，1936年5月6日—2023年11月8日），魁北克法裔企业家。世界造纸业巨擘加拿大Cascades的创始人之一，现任董事局主席。

## 生平
贝纳尔·勒迈尔生于加拿大魁北克德拉蒙市（Drummondville），是他父母的第五个孩子。1957年他进入舍布鲁克大学（Université de Sherbrooke），后来又到麦吉尔大学学习土木工程。1960年，他进入从事废纸回收的家族企业Drummond纸浆和纤维公司工作。三年后，他在Kingsey Falls和他的父兄一起创办Cascades造纸公司。1982年，该公司成功在蒙特利尔上市。贝纳尔·勒迈尔担任该公司CEO长达20年时间，直到1992年他让他的弟弟洛朗·勒迈尔接替该职位。
1985年，财经杂志评选他为年度企业家。1986年，他获得Sherbrooke大学的名誉博士学位。1988年，他获得加拿大政府颁发的Order of Canada荣誉。2002年，法国政府授予他名誉骑士称号。同年12月，他被魁北克政府授予Jubilee奖章。

## 個人
勒迈尔育有二子一女。他的业余爱好是高尔夫、赛车。